# Syndicat indépendant des commissaires de police
Le Syndicat Indépendant des Commissaires de Police (SICP) est un syndicat français créé le 23 mars 2006 par des commissaires de police de tous grades issus des différentes directions de la police nationale.
À sa création le SICP est affilié à la fédération CFDT Interco.
Son président est Olivier Boisteaux, Commissaire central d'Enghien-les-Bains (Val-d'Oise).
Lors des élections professionnelles du 23 novembre 2006, le SICP a obtenu 2 sièges sur les 5 à pourvoir en commission administrative paritaire avec 495 voix en sa faveur, représentant 35,79 % des suffrages exprimés. En 2010, il a obtenu 1 des 4 sièges à pourvoir avec 33,80 % des voix et un résultat identique lors des élections professionnelles de 2014 avec 35,7 %.
En 2014 il annonce qu'il quitte la CFDT pour la CFE - CGC.